# Michael Sis

Bischofswappen von Michael Sis

Michael James Sis (* 9. Januar 1960 in Mount Holly, New Jersey) ist ein US-amerikanischer Geistlicher und römisch-katholischer Bischof von San Angelo.

## Leben
Sis absolvierte ein Studium der Philosophie an der University of Notre Dame in Indiana, das er 1982 mit einem Bachelor abschloss. 1985 schloss er ein Theologiestudium an der Päpstlichen Universität Gregoriana in Rom mit einem weiteren Bachelor ab und 1990 ein Moraltheologiestudium an der Accademia Alfonsiana, ebenfalls in Rom, mit einem Lizenziat.
Michael Sis empfing am 19. Juli 1986 durch Bischof John Edward McCarthy das Sakrament der Priesterweihe für das Bistum Austin.
Am 12. Dezember 2013 ernannte ihn Papst Franziskus zum Bischof von San Angelo. Die Bischofsweihe spendete ihm der Erzbischof von San Antonio, Gustavo García-Siller MSpS, am 27. Januar des folgenden Jahres. Mitkonsekratoren waren der Altbischof von San Angelo, Michael David Pfeifer OMI, und der Bischof von Austin, Joe Steve Vásquez.